# Wolfgang-Michael Bauer

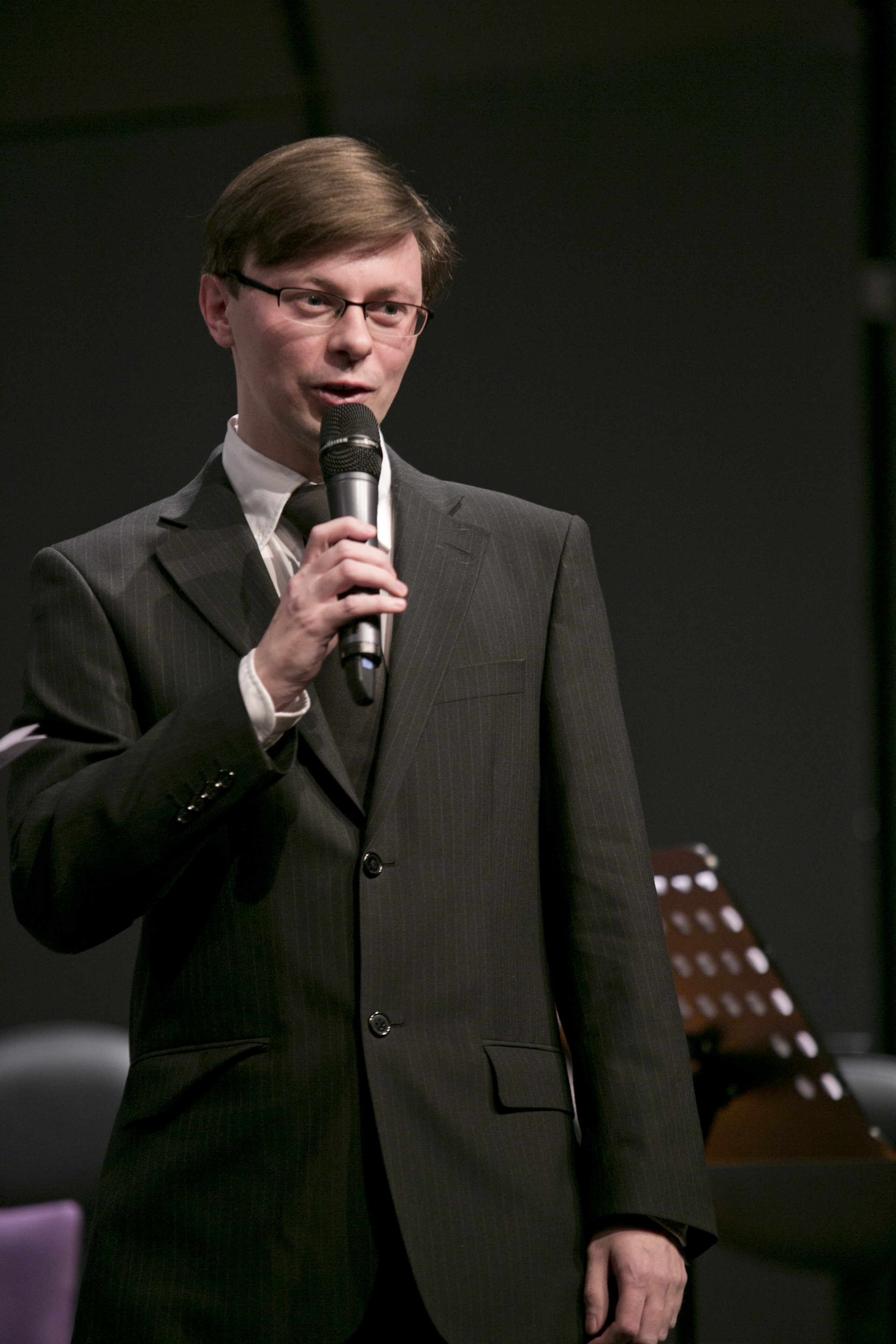
Wolfgang-Michael Bauer, 2016

Wolfgang-Michael Bauer (* 22. Mai 1986 in Baden bei Wien) ist ein österreichischer Komponist.

## Leben
Bauer maturierte im Jahr 2006 an der HTL Wiener Neustadt und studierte anschließend am SAE Institute in Wien Tontechnik. Im Jahr 2009 begann er sein Kompositionsstudium am Joseph-Haydn-Konservatorium des Landes Burgenland bei Tibor Nemeth, welches er im Juni 2012 mit dem 1. Diplom abschloss. Von 2012 bis 2013 folgte ein Bachelor-Studium an der Hochschule für Musische Künste Bratislava (VŠMU) bei Vladimír Bokes, von 2015 bis 2017 ein Magister-Studium ebenda bei Jevgenij Iršai, welches er mit der Auszeichnung Magister Artis abschloss.
Seit Herbst 2012 geht Bauer seiner Unterrichtstätigkeit am Joseph-Haydn-Konservatorium des Landes Burgenland nach, anfangs in den Fächern Akustik und Computerpraktikum, seit Herbst 2017 auch in den Fächern Komposition, Kompositionspraktikum und Formenlehre.
Bauer wirkte bei zahlreichen Erasmus-Projekten, darunter Haydn-The Progressive (Eisenstadt) und Opus Erasmus (Frankreich) mit. Am 21. Mai 2013 wurde sein Werk "Wagnermorphose" samt einem kurzen Interview in der Ö1-Sendung "Zeit-Ton" gesendet.
Zusammen mit dem Schweizer bildenden Künstler Christian Bolt und dem Schweizer Lyriker Andrin Schütz ist Bauer Teil der interdisziplinären Initiative „another morning“, welche sich mit dem Thema des Menschenbilds im 21. Jahrhundert beschäftigt. Im Zuge der 3. Kultournacht Klosters am 14. August 2015 wurde das Vorhaben einem größeren Publikum vorgestellt, wobei im Atelier Christian Bolts erste Skizzen aller drei Beteiligter zu sehen waren.

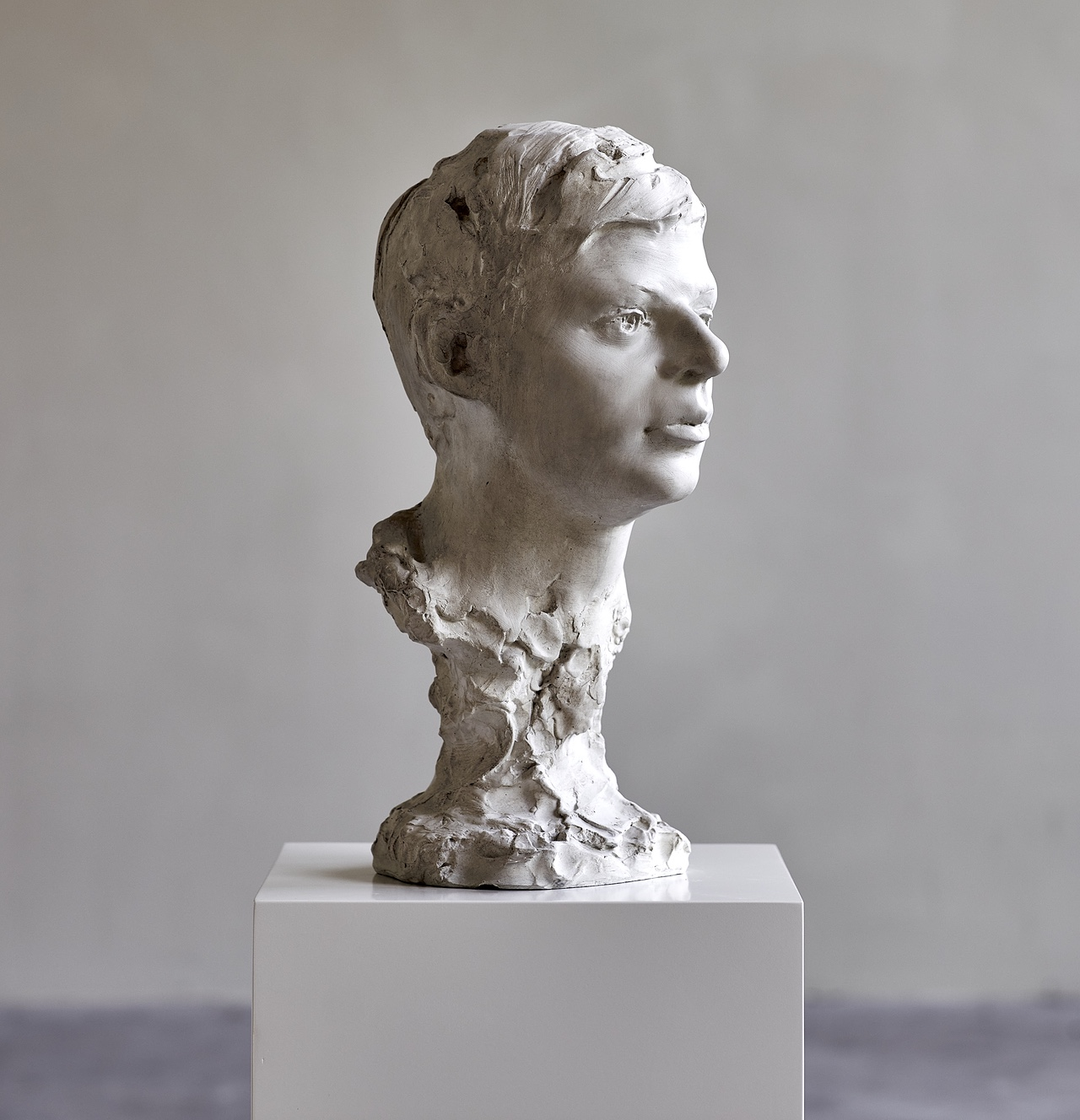
Büste Wolfgang-Michael Bauer, angefertigt von Christian Bolt

Zu dieser Zeit fertigte Christian Bolt eine Büste von Bauer an, die im Atelier Bolt seitdem zu sehen ist.
Im Rahmen der Eröffnung der Joseph Haydn Privathochschule wurde seine Sonate für Violoncello und Klavier von Othmar Müller und Julian Yo Hedenborg im neu gebauten Kammermusiksaal des Hauses uraufgeführt.

## Stil
Wolfgang-Michael Bauers Musik ist eine faszinierende Synthese, die im Geist von Nikolai Kapustins einzigartiger Verbindung von Jazz und Klassik wurzelt. Inspiriert durch seinen eigenen expressiven und farbenfrohen Stil, entfaltet sie eine lebendige und vielschichtige Klangwelt. Sie verknüpft die oftmals virtuose Präzision und strukturelle Eleganz der klassischen Musik mit dem harmonischen Reichtum und der lebendigen Ausdrucksweise des Jazz. Dabei greift sie moderne Rhythmen und komplexe Harmonien auf, die dem Klang eine zeitgenössische Frische verleihen. Stark von Fusion beeinflusst, integriert sie energetische Basslines und elektrisierende Klangfarben, die Bauers charakteristische Lebendigkeit und emotionale Tiefe widerspiegeln. Obwohl die Musik vollständig ausnotiert ist, erweckt sie durch ihre dynamische und fließende Gestaltung den Eindruck von Improvisation, wodurch ein lebendiger, genreübergreifender Sound entsteht, der sowohl intellektuell anregt als auch emotional mitreißt.

## Auszeichnungen
- 2013: Preisträger der Theodor-Kery-Stiftung[6]
- 2021: Burgenländischer Hochschulpreis[7]

## Werke

### Ensemblemusik
- Klaviertrio d-moll – Für Klavier, Klarinette, Violoncello[8]
- Fantasie über ein Thema von Tschaikowski – Für Violine und Klavier[8]
- Clockwork Quartet – Für Streichquartett[8]
- Momentum – Für Violoncello und Klavier[8]
- Kontra – Für Violine, Violoncello, Klavier[9]
- „Amadeus-Variationen“ – Für Violine, Violoncello, Klavier[9]
- "Cello Sonata" - Für Violoncello und Klavier[10]

### Orchestermusik
- Flötenkonzert h-moll – Für Flöte und Streichorchester[8]
- Wagnermorphose – Für Kammerorchester[8]
- Hommage an Joseph Haydn – Für Orchester[8]
- Spätherbst in Venedig – Für Sopran und Kammerorchester[8]
- „Le poéme de la puissance” – Für Elektronik und großes Orchester[9]
- Tripelkonzert – Für Violine, Cello, Klavier und Orchester[9]

### Vokalmusik
- Kyrie Eleison – Für gemischten Chor[8]
- „A Dream“ – Für gemischten Chor, nach einem Text von A.E.Poe[9]
- „Drei Frühlingsgesänge“ – Für Sopran und Orgel[9]